# مؤلفات أبي حامد الغزالي

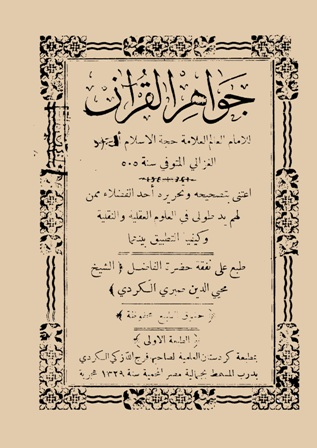
غلاف طبعة مطبعة كردستان العلمية، سنة 1329 هـ.

ألّف الإمام أبو حامد الغزالي (ت. 505 هـ) الكثير من الكتب في مختلف صنوف العلم. قال صاحب الأعلام: «أن له نحو من مائتي مصنف». وقيل: «إن تصانيفه وزعت على أيام عمره فأصاب كل يوم كراس». وذكر المرتضى الزبيدي (ت. 1205 هـ) أن للغزالي «تصانيف في غالب الفنون، حتى في علوم الحرف وأسرار الروحانيات وخواص الاعداد ولطائف الأسماء الالهية وفي السيمياء وغيرها».
لثبت أسماء الكتب والرسائل المنسوبة إلى الغزالي، انظر قائمة مؤلفات أبي حامد الغزالي.

## البحث في مؤلفات الغزالي

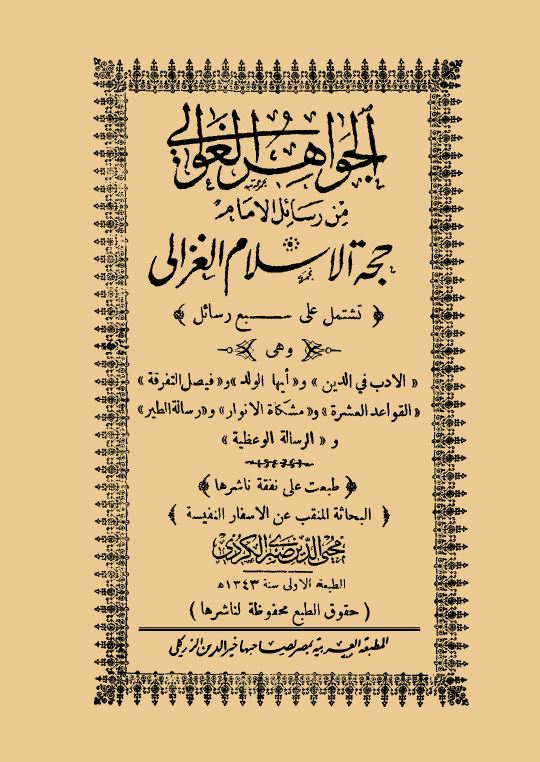
غلاف الطبعة الأولى من «الجواهر الغوالي» وهي تشتمل على سبعة رسائل للغزالي - القاهرة، 1343 هـ.

### المتقدمون
لعل أول من ترجم الغزالي وذكر تآليفه هو تلميذه عبد الغافر الفارسي (ت. 529 هـ)، وقد أورد هذه الترجمة تاج الدين السبكي (ت. 771 هـ) في كتابه طبقات الشافعية الكبرى، وفيها عدّ السبكي ما يقرب من ستين كتابا للغزالي. وعدَّ حاجي خليفة (ت. 1068 هـ) في كشف الظنون 37 كتابا للغزالي أو عنه. كما عد المرتضى الزبيدي (ت. 1205 هـ) في «إتحاف السادة المتقين بشرح إحياء علوم الدين» ما يقرب من ثمانين كتابا ورسالة نسبها للغزالي.

### المستشرقون
وفي منتصف القرن التاسع عشر الميلادي، بدأ المستشرقون في البحث في مؤلفات الغزالي، فنشر المستشرق جوشه بحثاً سنة 1858 م، تنوال فيه أربعين مؤلفا للغزالي، وحوال أن يحقق صحة نسبتها إليه. ثم تلاه ماكدونلد ببحث نُشر في مجلة الجمعية الشرقية الأمريكية سنة 1899 م، وتحدث فيه عن بعض الكتب التي لم تثبت للغزالي، ككتاب «المضنون به على غير أهله».
وجاء كولدتسيهر فتناول موضوع كتب الغزالي في موضعين، أولهم في نشره لكتاب محمد بن تومرت الذي نشر في الجزائر سنة 1903 م، وفيها شكك من نسبة كتاب «سر العالمين»، ثم تعرض للموضوع ثانيا حين نشر كتاب «فضائح الباطنية» سنة 1916 م، حيث جاء في مقدمة الكتاب إشارات إلى بعض كتب الغزالي وصحة نسبتها إليه. ثم جاء جيردنر، فنشر مقالا باسم «مشكاة الأنوار ومشكلة الغزالي»، كما ترجم كتاب «مشكاة الأنوار» إلى الإنكليزية.
بعدها جاء ماسينيون في كتابه «مجموع نصوص غير منشورة خاصة بتاريخ التصوف في بلاد الإسلام» (باريز، 1929 م) وقام بأول محاولة لترتيب مؤلفات الغزالي حسب تاريخ كتابتها، بيد أنه لم يبحث في التصانيف المنحولة.
ثم أتى أسين بلاثيوس وبحث في موضوع المؤلفات المنحولة في كتابه «روحانية الغزالي» (مدريد، 34-1941م)، ثم ذكر من التصانيف ما يراه منحولاً أو مشكوكاً في صحة نسبتها، وهذا الثبت يتضمن:
| - «سر العالمين». - «منهاج العارفين». - «روضة الطالبين». | - «الدرة الفاخرة». - «مكاشفة القلوب». - «الرسالة اللدنية». |

ثم تلا هذا البحث مقالة جاء بها وليام مونتغمري واط في مجلة الجمعية الآسيوية الملكية سنة 1952 م بعنوان «صحة المؤلفات المنسوبة إلى الغزالي»، وفي هذا البحث رتب مؤلفات الغزالي تاريخياً، ثم ناقش صحة بعض المؤلفات، فنحا منحى بلاثيوس وماكدونلد فرفض: «الدرة الفاخرة» و«منهاج العارفين» و«مكاشفة القلوب» و«روضة الطالبين» و«الرسالة اللدنية» و«منهاج العارفين»، كما رفض أيضا «كيمياء السعادة» العربي و«المضنون الصغير» و«معراج السالكين» و«ميزان العمل»، وشكك أيضاً في صحة أقسامٍ من الكتب المنسوبة للغزالي مثل: الجزء الأخير من «بداية الهداية» ومقدمة «الإملاء على مشكلات الإحياء»، ومن جهة أخرى يرى وات أن «المضنون به على غير أهله» هو صحيح النسبة إلى الغزالي «لأنه يتضمن مجموعةً من الأفكار الغزالية البارزة».
وفي سنة 1959 م ظهر عمل من تأليف موريس بويج «بحث في الترتيب التاريخي لمؤلفات الغزالي» نشره ميشيل ألار وفقاً للمخطوطة التي تركها بويج المتوفى في 1951 م، وكانت معدة للطبع -فيما يقول الناشر- منذ كانون الثاني سنة 1924 م لكن بويج لم يقدمها للطبع، فعمل ألار على نشره مع بعض الإضافات، وهذا الكتاب يبحث في الترتيب التاريخي للمصنفات، وفي صحة نسبتها كما تشير أيضاً إلى المخطوطات الموجودة، وخصوصاً في مكاتب استانبول ودار الكتب المصرية.
وفي السنة نفسها أي 1959 م نٌشر بحث لجورج الحوراني في مجلة الجمعية الشرقية الأمريكية باسم «الترتيب التاريخي لمؤلفات الغزالي»، وهذا الترتيب الذي قدمه «أدق من ذلك الذي قدمه مونتغمري وات، وإن كان لا يختلف عنه في الخطوط العامة». ثم نشر الحوراني بحثاً راجع فيه دراسته السابقة -في ضوء ما جاء به البدوي وغيره- فقام بتغييراتٍ على دراسته الأصلية، ونشرت هذه الدراسة سنة 1984 م.

### المتأخرون

عبد الرحمن البدوي صاحب كتاب «مؤلفات الغزالي».

قدم الباحثان جميل صليبا وكامل عياد، في مقدمتهما لكتاب «المنقذ من الضلال» قائمة بمؤلفات الغزالي ضمت 228 كتاباً ورسالة، ما بين مطبوع ومخطوط ومفقود، من غير ذكر الكتب المشكوك في صحة نسبتها إلى الغزالي.
وفي سنة 1380 هـ / 1960 م جاء عبد الرحمن البدوي بعمل ضخم في كتاب أسماه «مؤلفات الغزالي»، وفيه تناول البدوي 457 مصنفا يُنسب إلى الغزالي، وقسّمه على النحو التالي:
- من 1 إلى 72: كتب مقطوع بصحة نسبتها إلى الغزالي.
- من 73 إلى 95: كتب يدور الشك في صحة نسبتها إلى الغزالي.
- من 96 إلى 127: كتب من المرجح أنها ليست للغزالي.
- من 128 إلى 224: أقسام من كتب الغزالي أفردت كتبا مستقلة، وكتب وردت بعنوانات مغايرة.
- من 225 إلى 273: كتب منحولة.
- من 274 إلى 380: كتب مجهولة الهوية.
- من 381 إلى 457: مخطوطات موجودة ومنسوبة إلى الغزالي.

وأخيرا أتى مشهد العلاّف ببحث استدرك بها على ما جاء به البدوي، وخصوصا «ما يتعلق منها بالكتب المقطوع بصحة نسبتها للغزالي فقد تضمنت بعض المنحولات».

## مؤلفات الغزالي حسب تاريخ كتابتها
هذه لائحة تتضمن مؤلفات الغزالي حسب تاريخ كتابتها، وهي مستقاة بالدرجة الأولى من اللائحة التي كتبها عبد الكريم العثمان في كتابه «سيرة الغزالي» (واعتمد العثمان فيها على عمل بويج)، مع بعض التغييرات استنادا على لائحة مشهد العلاّف.
| من 465 - 478 هـ، أي قبل وفاة إمام الحرمين - المنخول في الأصول. - التعليقة في فروع المذهب. | من 478 - 488 هـ، المرحلة الأولى من التعليم - البسيط. - الوسيط. - الوجيز. - خلاصة المختصر ونقاوة المعتصر. - المنتحل في علم الجدل. - مآخذ الخلاف. - لباب النظر. - تحصين المآخذ. - المبادئ والغايات. - شفاء الغليل في القياس والتعليل. - فتوى (لابن تاشفين) - 484 هـ. - الفتوى التيزيدية. - غاية الغور في دراية الدور، في المسألة السريجية - 484 هـ. - مقاصد الفلاسفة - 487 هـ. - تهافت الفلاسفة - 488 هـ. - معيار العلم، كتبها بعد «التهافت» وقبل سفره إلى دمشق. - معيار العقول. - محك النظر في المنطق، ذكر الذهبي أنه ألفه بدمشق. - ميزان العمل، وخالف سليمان دنيا هذا الرأي وقال إنها من كتبه الأخيرة. - فضائح الباطنية، 488 هـ. - حجة الحق، 488 هـ. - الاقتصاد في الاعتقاد، 488 هـ وقيل 489 هـ. - الرسالة القدسية. - المعارف العقلية والأسرار الالهية. - قواعد العقائد. | من 488 - 499 هـ، مرحلة العزلة - إحياء علوم الدين، بين 489 - 495 هـ. - كتاب في مسئلة كل مجتهد مصيب، كتبه في دمشق. - جواب الغزالي عند عوة مؤيد الملك له - 494 هـ. - جواب مفصل الخلاف. - جواب المسائل الاربع التي سألها الباطنية بهمدان. - المقصد الأقصى في شرح أسماء الله الحسنى، بين 490 - 495 هـ. - بداية الهداية، بين 490 - 495 هـ. - كتاب الوجيز في الفقة، صفر 495 هـ. - جواهر القرآن. - كتاب الاربعين في أصول الدين. - كتاب الدرج المرقوم بالجداول. - القسطاس المستقيم، 497 هـ. - فيصل التفرقة بين الإسلام والزندقة، 497 هـ. - القانون الكلى في التأويل. - كيمياء سعادت، يرى ماسينيون أنه ألف بين 490 - 495 هـ. - أيها الولد. - نصيحة الملوك، بعد عودته من الشام. - زاد آخرت. - رسالة إلى أبى الفتح أحمد بن سلامة الدَّممى بالموصل، قبل سنة 500 هـ. - رسالة إلى بعض أهل عصره. - تفسير ياقوت التأويل، قبل سنة 500 هـ. | من 499 - 503 هـ، المرحلة الثانية من التعليم - المنقد من الضلال. - في عجائب الخواص. - غور الدور في المسئلة السريجية. - تهذيب الأصول. - حقيقة القولين. - أساس القياس. - المستصفى من علم الأصول، السادس من محرم سنة 503 هـ حسب ابن الأثير. - الإملاء على مشكل الاحياء، في نيسابور سنة 503 هـ. | من 503 - 505 هـ، السنوات الأخيرة - الدرة الفاخرة في كشف علوم الآخرة. - إلجام العوام عن علم الكلام، بين 504 - 505 هـ. |

## شعر الغزالي
استشهد الغزالي في كتاباته بكثير من الأشعار، بعضها منسوبة إليه وبعضها منسوبة لغيره، ذكر بعضها المرتضى في ترجمته. وقد جَمع شعره من مصنفاته المختلفة غير واحد من الباحثين، منهم:
1. أحمد الطويلي (المجمع التونسي للعلوم والآداب والفنون، بيت الحكمة، 2011 م)، وقد طُبع تحت اسم «ديوان أبي حامد الغزالي».[18]
2. مجاهد مصطفى بهجت (أكاديمية الدراسات الإسلامية، جامعة ملايا، 2009 م)، وقد طُبع تحت اسم «ديوان الإمام أبي حامد الغزالي».
3. محمد عبد الرحيم، وقد طُبع تحت اسم «ديوان حجة الإسلام الإمام الغزالي» (دار قتيبة، 2000 م).
4. جميل إبراهيم حبيب، وقد طُبع تحت اسم «الدرر الغوالي من أشعار الإمام الغزالي» (بغداد: دار القادسية، 1405 هـ / 1985 م).[19]
5. جلال شوقي، وقد طُبع تحت اسم «مع الغزالي في عزلته وتائيته».
6. سلمى بنت الحاج أحمد عثمان، وقد طُبع تحت اسم «الشعر الديني عند أبي حامد الغزالي».

كما احتوى كتاب «الإحياء» على كثير من الشِّعر الَّذي استشهد به الغزالي في موضوعات الكتاب، وقد جمع هذا الشعر صالح الشاعر في كتاب «المختارات الشعرية لأبي حامد الغزالي من كتاب إحياء علوم الدين». وقد عبر الغزالي عن قيمة هذا الشعر بقوله: